# Edward Maria Wingfield
Edward Maria Wingfield (Stonely, 1550 – 1631) è stato un militare, navigatore e politico inglese, membro del Parlamento e primo governatore della Colonia della Virginia.

## Biografia
Nacque nel Cambridgeshire nel Regno Unito, nipote di Richard Wingfield e figlio di Thomas Maria Wingfield. Egli fu il primo eletto nella Colonia della Virginia, il primo uomo nel nuovo mondo, nel 1607. Egli divenne il primo presidente di quei coloni che diedero vita a quella nazione che oggi sono gli Stati Uniti.
Il Capitano John Smith scrisse che Wingfield fu uno dei primi a pensare ed organizzare, negli anni 1602-1603, "mostrando grande entusiasmo ed iniziativa" un viaggio per la colonizzazione dell'America: egli fu uno dei quattro azionisti della Virginia Company nel 1606, ed uno dei maggiori finanziatori.  Reclutò (con suo cugino Capitano Bartholomew Gosnold) circa 40 dei 105 aspiranti coloni, e fu l'unico azionista a partire per la missione. Nella prima elezione nel nuovo mondo, venne eletto presidente del governo della Colonia della Virginia, per un anno a decorrere dal 13 maggio 1607, e divenne il primo cittadino di lingua inglese ad avere successo nel nuovo mondo a Jamestown in Virginia. Egli scegliette il sito dell'insediamento, una posizione molto ben difesa sia da terra che dal fiume, e supervisionò la costruzione per 31 giorni. 
Ma dopo quattro mesi, il 10 settembre "mai risparmiandosi nel dare l'esempio, lavorando, controllando e difendendo", a causa della scarsità di cibo, di morti per malattie (malaria) e per gli attacchi degli indiani divenne il capro espiatorio e sollevato dall'incarico di governatore. Al ritorno della nave dei rifornimenti, il 10 aprile 1608, venne rinviato a Londra per rispondere dell'accusa di essere ateo e con il sospetto di avere simpatie per gli spagnoli. Il primo biografo di Smith, Philip L. Barbour, scrisse della "superlativa inconsistenza delle accuse...nessuna delle quali si rivelò fondata." Wingfield chiarì la sua posizione, venne incaricato nel Second Virginia Charter del 1609, e rimase nella Virginia Company fino all'età di 70 anni (1620).
Morì nel 1631 all'età di 81 anni e venne sepolto a St. Andrew's, Kimbolton (Cambridgeshire), in Inghilterra, nella chiesa protestante il 13 aprile, appena 10 settimane prima di John Smith. Wingfield giocò un ruolo cruciale negli anni 1605-08, e senza il suo fondamentale apporto, probabilmente l'America sarebbe stata colonizzata da Francia o Spagna.